# あかね色に染まる坂 オリジナルサウンドトラック
『あかね色に染まる坂 オリジナルサウンドトラック』（あかねいろにそまるさか オリジナルサウンドトラック）は、テレビアニメ『あかね色に染まる坂』のサウンドトラックである。2009年1月21日にLantisから発売された。
テレビアニメ本編のBGMとTVサイズのオープニングテーマが収録されている。CDジャケットには、片桐優姫、長瀬湊が描かれている。音楽は末廣健一郎が担当している。

## 収録曲
1. あの坂を上れば [1:57]
2. 初恋パラシュート（TVサイズ） [1:34]
歌：橋本みゆき
作詞：畑亜貴、作曲：田代智一、編曲：原田勝通
  - オープニングテーマ
3. storys [0:08]
4. 姫が行く! [1:51]
5. Pretty Sister [2:18]
6. 遊びに行こう! [1:57]
7. 昼下がりの乙女たち [1:42]
8. いつもの学校風景 [1:46]
9. 放課後 [1:48]
10. 平和だな〜 [2:07]
11. 楽しい一日の始まり [1:42]
12. 休日の過ごし方 [1:40]
13. いや、あの、これはっ!? [1:10]
14. Party Time! [1:23]
15. Non Stop Crazy!! [1:48]
16. シャッターチャンス [1:24]
17. いえ、あの、違うんです。。。 [1:33]
18. 別にいいけどさ・・・ [1:43]
19. 不可解ですね [1:27]
20. 学校の怪談 [1:15]
21. 誰もいない旧校舎 [1:08]
22. べ、別に怖くないわよ [1:04]
23. 謎解き [1:31]
24. だらしない兄さん [1:19]
25. 少年よ、妄想を抱け（少女もね） [1:31]
26. 家に帰ろう [1:46]
27. 夕陽に照らされて [1:40]
28. 優しい眼差し [2:01]
29. 不揃いなピース [1:23]
30. こんなに好きなのに [1:44]
31. あなたと過ごした時間 [1:38]
32. 告白 [1:36]
33. 本当の気持ち [1:36]
34. 優しさの選択 [1:18]
35. My Sister [1:50]
36. eye Catch I [0:07]
37. eye Catch II [0:08]
38. NAGASE [3:51]
39. KATAGIRI [1:16]
40. SUGISHITA [1:31]
41. TAKO [1:32]
42. AYANOKOUJI [1:26]
43. SAY! HA! [1:10]
44. EMERGENCY [1:44]
45. MONSTER [1:23]
46. SUPER ROBOT HERO [1:07]
47. HERO AND HEROINE [1:10]

- 36 - 47：ボーナストラック